# Leo Oliveira (futebolista, 1975)
Leonardo de Oliveira Neves (Viana, 7 de maio de 1975), é um ex-futebolista brasileiro que atuava como meia, atualmente é técnico da Desportiva Ferroviária na Copa Espírito Santo.

## Carreira
Foi um dos principais jogadores da história da Desportiva Ferroviária, tendo conquistado duas vezes o Campeonato Capixaba e uma vez a Copa Espírito Santo.

## Títulos

### Como jogador
Desportiva Ferroviária
- Campeonato Capixaba: 2000 e 2013[7]
- Campeonato Capixaba - Série B: 2012
- Copa Espírito Santo: 2012
- Copa dos Campeões: 2014

Vilavelhense
- Campeonato Capixaba - Série B: 2003

Aracruz
- Campeonato Capixaba - Série B: 2010

### Como Treinador
Desportiva Ferroviária
- Campeonato Capixaba: 2016 (Auxiliar-técnico)